# Édgar Ramírez
Édgar Ramírez Arellanos (San Cristóbal, 25 maart 1977) is een Venezolaans acteur. Hij werd voor zijn titelrol in Cyrano Fernández uitgeroepen tot beste acteur op zowel het Internationaal filmfestival van Amiens als het Festival de Cine Español de Málaga. Ramírez debuteerde in 1993 op het witte doek in de Mexicaanse horrorkomedie ¡Aquí espaantan!. Hij speelde in 2005 voor het eerst in een (deels) Amerikaanse film, toen hij naast Keira Knightley verscheen als Choco in Domino.

## Filmografie
*Exclusief televisiefilms
- Borderlands (2024) - Atlas
- Florida Man (serie) (2023) - Mike Valentine
- Jungle Cruise (2021) - Aguirre
- Resistance (2020) - Sigmund
- The Girl on the Train (2016) - Kamal Abdic
- Gold (2016) - Michael Acosta
- Hands of Stone (2016) - Roberto Durán
- Joy (2015) - Tony Miranne
- Point Break (2015) - Bodhi
- Deliver Us from Evil (2014) - Mendoza
- Zero Dark Thirty (2013) - Larry
- The Counselor (2013) - priester
- Wrath of the Titans (2012) - Ares
- À cœur ouvert (2012) - Javier
- Carlos (2010) - Ilich Ramírez Sánchez
- Saluda al diablo de mi parte (2010) - Ángel Sotavento
- The Argentine (2008, aka Che: Part One) - Ciro Redondo García
- Vantage Point (2008) - Javier
- Cyrano Fernández (2007) - Cyrano Fernandez
- The Bourne Ultimatum (2007) - Paz
- Elipsis (2006) - Sebastián Castillo
- El Don (2006) - Alvaro
- Domino (2005) - Choco
- Punto y raya (2004) - Pedro
- Yotama se va volando (2003) - Manuel Zozaya
- El nudo (2002) - Gustavo
- ¡Aquí espaantan! (1993) - Vendedor